# Фаг стаг
Фаг стаг (енгл. fag stag), познат и фонетски као фег стег, израз је којим се назива хетеросексуални мушкарац који ужива у друштву геј мушкараца или, напросто, има пуно геј пријатеља. Термин фаг стаг је еквивалент фаг хагсице, која представља жену са пуно геј пријатеља. Термин може да се користи пежоративно, или као позитиван термин у оквиру ЛГБТ заједнице. Настао је у САД деведесетих година двадесетог века. Стаг значи неожењен младић.
Фаг стаг се осећа пријатно у друштву хомосексуалаца. Он може да тражи пријатељство, али и да профитира из дружења са њима, посебно у пољима која се стереотипно везују за гејеве, као што су мода, друштвене вештине, добијање другачије перспективе, изоштрен хумор и ослобађање од очекивања која се подстављају пред њим, као пред хетеросексуалним мушкарцем.
Такође, фаг стаг може имати приступ женама које се често идентификују као фаг хагсице и имају отвореније ставове. Друга могућа мотивација јесте да се фаг стаг неће наћи угрожен у таквим пријатељствима, јер његови геј пријатељи немају жене за своју циљну групу. Он, такође, може уживати у пажњи коју добија у геј окружењима, као што су клубови, кафићи и плаже.